# Nine Pound Hammer
«Nine Pound Hammer» — американская рок-группа, основанная в 1985 году гитаристом Блейном Картрайтом из группы Nashville Pussy и вокалистом Скоттом Луалленом в их родном городе Оуэнсборо, штат Кентукки. Музыканты одними из первых начали комбинировать в своей музыке такие жанровые направления как панк-рок и кантри, играя так называемый ковбойский панк или кантри панк (cowpunk, country punk). Также группа известна своим участием в написании саундтрека к мультсериалу Поллитровая мышь.

## Участники

### Текущий состав
- Скотт Луаллен — вокал
- Блейн Картрайт — гитара
- Эрл Крим — гитара
- Марк Хендрикс — бас-гитара
- Брайан Пулито — ударные

### Бывшие участники
- Брайан Мур — бас-гитара
- Роберт Халсман — ударные
- Мэтт Бартоломи — бас-гитара
- Билл Уолдрон — ударные
- Барт Олтмэн — бас-гитара

## Дискография

### Студийные альбомы
- 1988 — The Mud, The Blood, and The Beers
- 1992 — Smokin' Taters!
- 1994 — Hayseed Timebomb
- 2004 — Kentucky Breakdown
- 2008 — Sex, Drugs and Bill Monroe
- 2010 — Country Classics

### Концертные альбомы
- 1999 — Live At The VERA

### Сборники
- 2005 — Mulebite Deluxe